# Aeilsgat

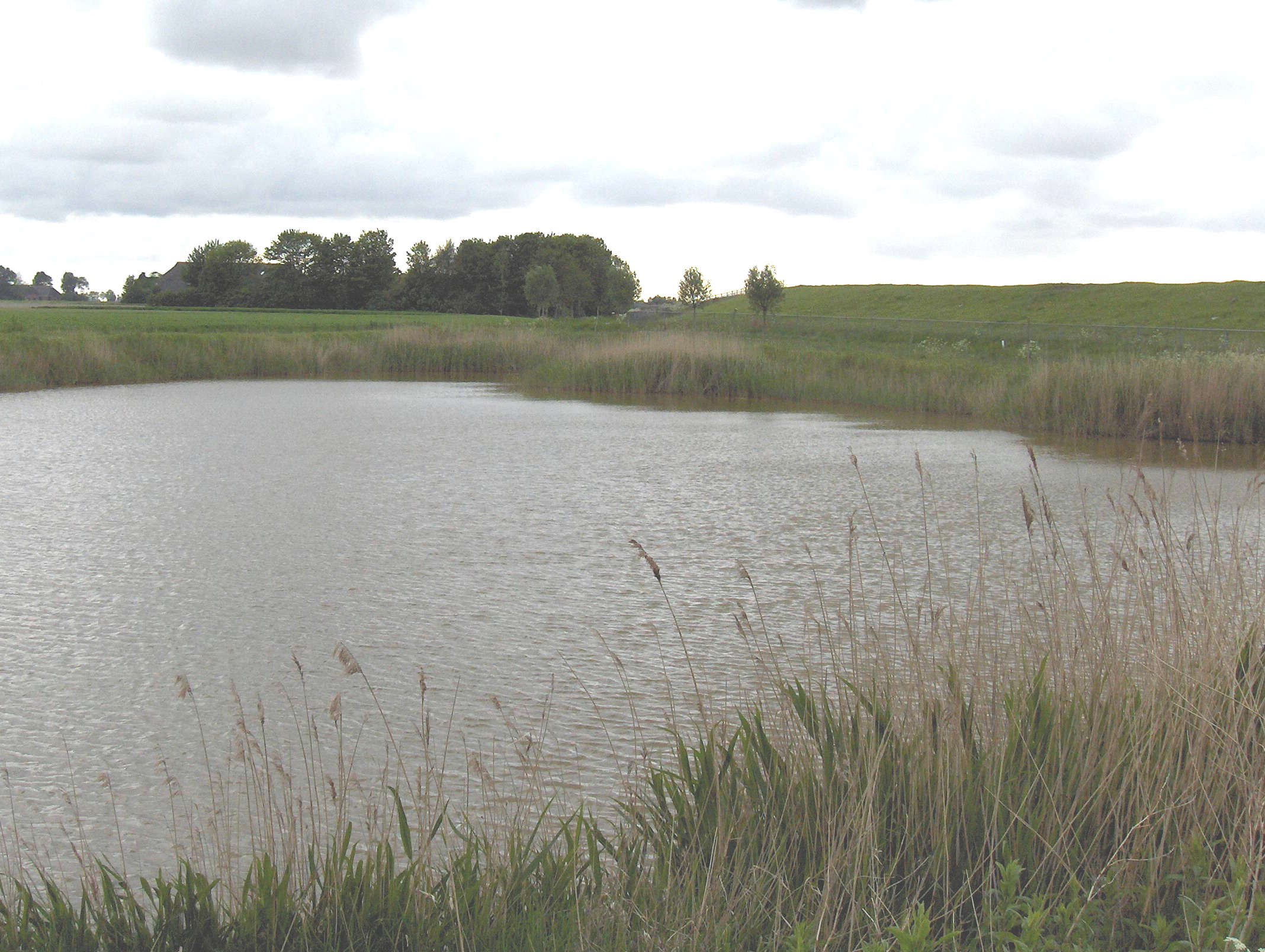
Das Aeilsgat

Das Aeilsgat (auch Eiltsgat genannt) ist ein Kolk hinter einem Schlafdeich westlich des niederländischen Dorfes Oudeschip, das etwa im Jahr 1750 bei einem Deichdurchbruch entstand. 
Seinen Namen soll das Aeilsgat nach einer Sage haben, in der ein Bauer namens Eilt mit Pferd und Kutsche in dem Kolk ertrunken sein soll. Bevor dies geschah, waren nachts auf dem Wasser Lichter zu sehen. Nachdem Eilt ertrunken war, seien die Lichter verschwunden.
Das Aeilsgat ist auch bekannt unter dem Namen Michieltjeskolk, da später erneut jemand auf die gleiche Art ertrunken sein soll.
Jetzt steht eine Warntafel vor dem Aeilsgat, die vor dessen Tiefe warnt – sie wird auf neunzig Meter geschätzt. Daher gibt es auch Geschichten, die besagen, dass in dem scheinbar bodenlosen Kolk eine Meerjungfrau wohnt, die bei dem Deichdurchbruch zusammen mit dem Wasser in das Aeilsgat gespült wurde.